# Sarcophaga spilogaster
Sarcophaga spilogaster är en tvåvingeart som först beskrevs av Christian Rudolph Wilhelm Wiedemann 1824.  Sarcophaga spilogaster ingår i släktet Sarcophaga och familjen köttflugor. Inga underarter finns listade i Catalogue of Life.